# 桑原義典
桑原 義典（くわはら よしふみ、1980年11月17日 - ）は、福岡県北九州市出身の元バスケットボール選手である。東芝ブレイブサンダースに所属していた。ポジションはC。

## 来歴
小倉南高校、近畿大学を経て、2003年にオーエスジーフェニックス東三河に加入。
2008年、東芝ブレイブサンダースに移籍。2013年引退。

## 経歴
- 小倉南高 - 近畿大学- オーエスジーフェニックス東三河（2003年〜2008年） - 東芝（2008年～2013年）